# Helicopsyche shuttleworthi
Helicopsyche shuttleworthi är en nattsländeart som beskrevs av Von Siebold 1856. Helicopsyche shuttleworthi ingår i släktet Helicopsyche och familjen Helicopsychidae. Inga underarter finns listade i Catalogue of Life.